# 107223 Ripero
107223 Ripero este un asteroid din centura principală de asteroizi.

## Descriere
107223 Ripero este un asteroid din centura principală de asteroizi. A fost descoperit pe 21 ianuarie 2001 la Pla D'Arguines de Rafael Ferrando. Asteroidul prezintă o orbită caracterizată de o semiaxă mare de 2,81 ua, o excentricitate de 0,07 și o înclinație de 4,6° în raport cu ecliptica.